# Las Hermanitas de Eluria
Las Hermanitas de Eluria es un cuento escrito por Stephen King. Fue publicado originalmente en 1998 en la antología Leyendas. En 2002, fue incluido en la colección de King Todo es eventual. En 2009, fue publicado junto con la edición revisada de La Torre Oscura I: El Pistolero, por Grant, en una edición limitada de 4000 copias de la Edición del Artista, firmada por el ilustrador Michael Whelan, y de 1250 copias de la Edición Deluxe, firmada por Whelan y Stephen King. Ambas ediciones contienen las nuevas ilustraciones adicionales de Whelan para El Pistolero.

## Argumento
La historia presenta a Roland de Gilead, cuya búsqueda de la Torre Oscura se encuentra en sus inicios. Sus acontecimientos preceden a aquellos narrados en el cuerpo principal de la serie de La Torre Oscura, pero ocurren después de las experiencias de Roland en Mejis relatadas en La Torre Oscura IV: Mago y cristal. Al momento de la narración, el pistolero se encuentra acompañado por un caballo y ya está en persecución de Walter o'Dim, el Hombre de Negro. Planea comprar más tarde otro caballo, o quizás una mula, lo que se conecta con los sucesos al comienzo de La Torre Oscura I: El Pistolero.
Roland y su caballo llegan a un pueblo desierto, Eluria, donde Roland encuentra a un perro salvaje con una mancha en forma de cruz en su pelaje, intentando comer un cuerpo muerto. Roland lo ahuyenta, y mientras mira el cadáver, encuentra un medallón rectangular. El pistolero lo toma y es inmediatamente atacado por un grupo de mutantes lentos, que lo dejan inconsciente, pero luego despierta en una sala hospitalaria dirigida por un extraño grupo de monjas ancianas de aspecto desagradable. Llamándose a sí mismas "Hermanitas de Eluria", usan pequeñas criaturas con forma de insecto llamados "Can-tam" a los que ellas se refieren como los "doctores" para curar sus graves heridas. Al principio, parecen benignas, pero poco a poco Roland descubre que en realidad son vampiros, quienes llevan supervivientes extraviados a su "hospital" solo para alimentarse de ellos una vez que se recuperan.
El medallón que Roland tomó del cadáver en el pueblo resulta ser un tipo de símbolo consagrado de alguna religión, por lo que las monjas no pueden acercarse a quien lo porte sin ser seriamente lastimadas. Roland nota otro "paciente" a su lado, quien lleva un medallón coincidente y Roland descubre que el difunto al cual quitó su medallón era el hermano del paciente que se encuentra al lado suyo. Finalmente, las heridas de Roland mejoran, pero no tiene fuerza suficiente para escapar de sus malévolas benefactoras, quienes lo mantienen débil con pociones. 
Una de las hermanas, la Hermana Jenna, es diferente al resto; es una muchacha amable y atractiva con un mechón de cabello que escapa de su tocado constantemente, lo que encanta a Roland. La joven lleva cascabeles en su tocado, con cuyo sonido puede controlar a los insectos; ella revela a Roland que se unió contra su voluntad a las hermanas y desea abandonarlas. Es así que entrega a Roland una dosis de una hierba poderosa que contrarresta a la poción debilitante y el pistolero poco a poco recupera su fuerza hasta que se encuentran listos para escapar. A medida que transcurre la historia, Roland comprende a través de comentarios de la congregación que la Hermana Jenna es diferente no solo en su aspecto físico, es considerada inquieta y rebelde a ojos de las hermanas; según comprende el pistolero la madre de la muchacha también era renuente en el grupo y escapó años atrás, pero debió regresar y entregar a su hija a la orden ya que ambas enfermaron por estar lejos del Ka-tet que es la congregación. Es así que Jenna se volvió la portadora de las campanas oscuras, sigul de la orden, y a su madre la dejaron morir en castigo.
Esa noche, las hermanas llevan a uno de los mutantes al hospital para que quite los medallones a Roland y al paciente que se encuentra a su lado, ya que ellas son incapaces de tocarlos por sí solas. El mutante se da cuenta de que probablemente las hermanas lo maten una vez que haya retirado los medallones, por lo que le quita el medallón al paciente junto a Roland y le corta el cuello. La visión de la sangre chorreando incita un frenesí de alimentación en las hermanas, permitiendo al mutante escapar y a Roland quedarse con el medallón. 
La noche siguiente, Roland y la Hermana Jenna inician su huida, pero otra hermana trata de detenerlos y Jenna demuestra su habilidad para comandar a los "doctores" matando a la religiosa con ellos. En ese momento, Roland ve a Jenna sujetar el medallón y descubre que al igual que las ancianas se lastima cuando toca algún objeto sagrado, aunque en menor medida que las otras demostrando así que posee un grado mayor de humanidad. Roland, que ha desarrollado sentimientos por la joven, resta importancia a este hecho y decide que sigan juntos. 
La Hermana Superior Mary, líder de la congregación, pronto los alcanza y demuestra poseer un gran poder contra el que Roland y Jenna son incapaces de competir en parte porque los cascabeles pierden su poder fuera del hospital y porque las balas de Roland no pueden herirla. Sin embargo, mientras la Hermana Mary se jacta de su superioridad discute con Jenna acusándola de traidora y le recuerda que hay un precio que pagar por traicionar a las hermanas; Jenna se muestra decidida ya que Roland, a pesar de saber que no es humana, no ha cambiado su manera de tratarla; en el momento en que la Hermana María decide matarlos es atacada y asesinada por el mismo perro salvaje que Roland había encontrado cuando llegó al lugar; aunque Jenna se muestra confusa por este desenlace Roland le explica que el perro nació con una mancha con la forma de La "Marca del Hombre-Jesús" (la cruz en su pelaje), lo que le permitió lastimar a la hermana.
Roland y la Hermana Jenna se declaran amor del uno para el otro y esa noche sólo se besan sin hacer el amor, ya que Roland estaba demasiado agotado. Desafortunadamente, a la mañana siguiente él descubre que Jenna ha desaparecido durante la noche. Su ropa permanece tirada en el suelo como si ella se hubiera desvanecido dentro de ella mientras dormía. También descubre alrededor una multitud de "doctores" revoloteando por todo el suelo. El pistolero finalmente comprende cuál era el precio al que se refería la hermana superiora y que Jenna estuvo dispuesta a pagar por su traición.
Haciendo sonar los cascabeles del tocado de Jenna logra hacer reaccionar por última vez a los insectos, que toman por un instante la forma del mechón que tanto le gustaba de la joven; sin embargo, lejos del poder del hospital los insectos pierden rápidamente los últimos vestigios de haber sido alguna vez la joven monja y se dispersan ya convertidos en insectos ordinarios. Roland se permite un momento de tristeza, antes de que su búsqueda de Walter (y finalmente de la Torre) continúe, una vez más "completamente solo".

## La Torre Oscura
En Lobos del Calla, Roland menciona a la Hermana Jenna, notando que tras Susan Delgado solo hubo una mujer de importancia.
En Canción de Susannah y La Torre Oscura los insectos "doctores" hacen otra aparición en el restaurante Dixie Pig con los vampiros y los hampones para recibir a Mia/Susannah y poco después en la Estación Experimental Arco 16, donde Sayre amenaza al Dr. Scowther. Es indicado en La Torre Oscura que las criaturas de Mundo-Medio conocidas como "bilibrambos" son predadores naturales de estos insectos, específicamente afirmando que "sus especies habían sido desde siempre enemigas".
En la novela Casa Negra hay una mención de las "Hermanitas" después de que Jack Sawyer fuera a los territorios con la "twinner" de Judy.